# Puckeridge
Puckeridge – wieś w Anglii, w hrabstwie Hertfordshire, w dystrykcie East Hertfordshire. Leży 13 km na północny wschód od miasta Hertford i 45 km na północ od centrum Londynu.